# Atychogryllacris
Atychogryllacris is een geslacht van rechtvleugeligen uit de familie Gryllacrididae. De wetenschappelijke naam van dit geslacht is voor het eerst geldig gepubliceerd in 1937 door Karny.

## Soorten
Het geslacht Atychogryllacris omvat de volgende soorten:
- Atychogryllacris holdhausi Griffini, 1912
- Atychogryllacris infelix Griffini, 1908
- Atychogryllacris liberiana Karny, 1935